# تشارلز تودور وليامز
تشارلز تودور وليامز (بالإنجليزية: Charles Tudor Williams)‏ هو شخصية أعمال أمريكي، ولد في 13 أبريل 1839 في كليفلاند في الولايات المتحدة، وتوفي بنفس المكان في 7 يناير 1914.